# Isaac Salomon Anspach
Pour les articles homonymes, voir Anspach.
Pour les autres membres de la famille, voir Famille Anspach.
Isaac Salomon Anspach, né le 12 juin 1746 à Genève et mort le 19 janvier 1825 à Céligny, bourgeois de Genève, est un pasteur protestant et une personnalité politique de la République de Genève. Il est en particulier le principal auteur de la Constitution genevoise de 1794.

## Biographie
Le pasteur Isaac Salomon Anspach, devient bourgeois de Genève en 1779, État dont il est déjà habitant depuis 1777. Il épouse en 1776 Aimée Papet.
Le pasteur Isaac Salomon Anspach, est le fils d'Isaac Salomon Anspach, senior (1708-1757), pasteur "dans le désert", puis fabricant de bas à Genève, et de Françoise Leynardier (1710-1761).
Après avoir étudié la théologie à Genève, il est admis au saint ministère en 1774 et devient régent au collège de Genève en 1775. Participant aux luttes politiques qui secouent alors la république il adhère au parti des Représentants et, victime de la répression qui s'abattit sur eux, est exilé en 1782.

## Séjour à Bruxelles

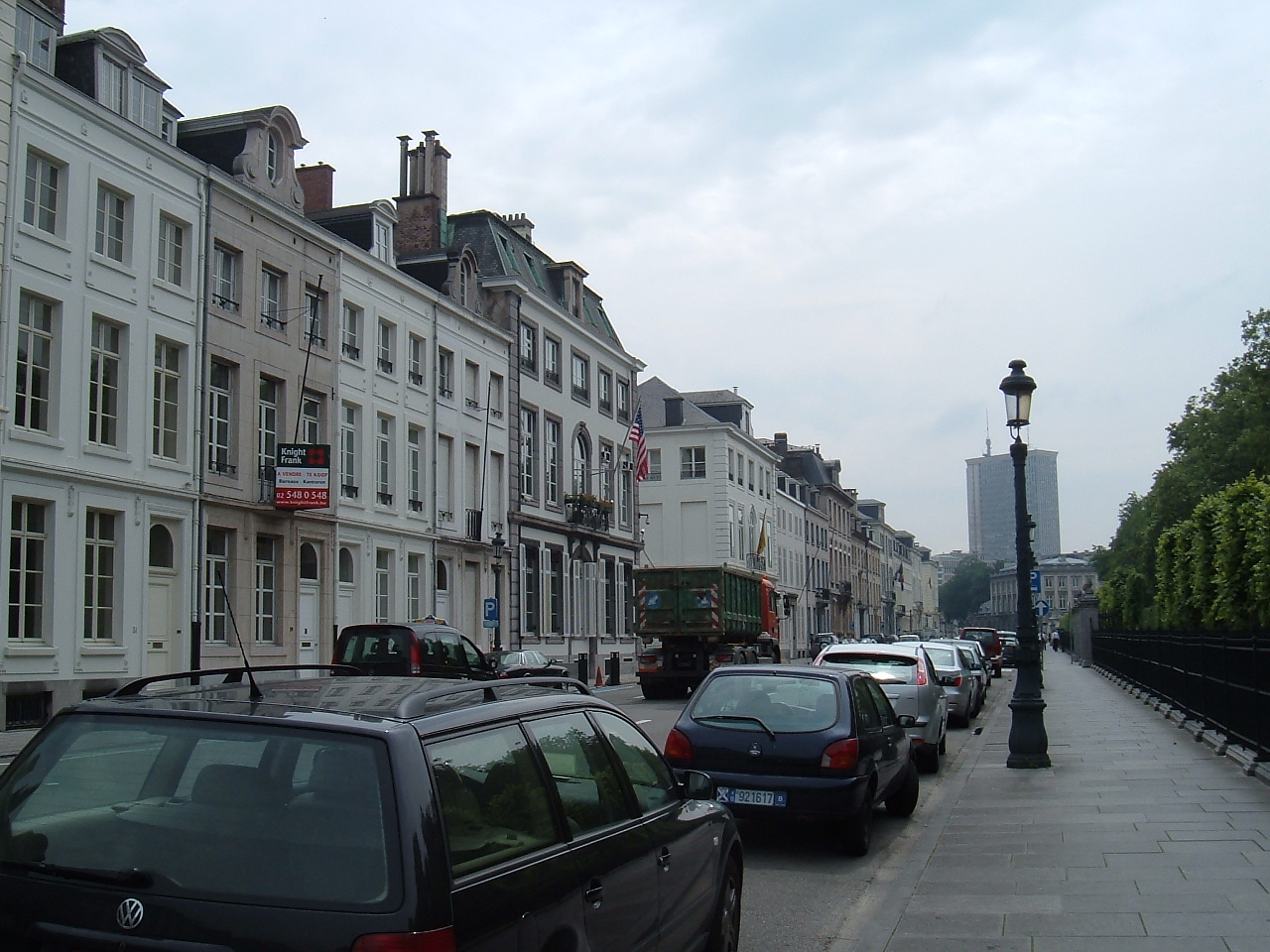
La rue Ducale à Bruxelles appelée avec ses alentours "quartier des Genevois" lors du séjour du pasteur Isaac Salomon Anspach et sa colonie de proscrits genevois de 1783 à 1789.

Il s'établit après son exil à Bruxelles, rue Ducale qui fut appelé le « quartier des Genevois » où il devient le pasteur de la communauté des Genevois persécutés et condamnés à l'ostracisme qui s'y sont établis en nombre. Il réside ainsi à Bruxelles de 1783 à 1789. Il peut enfin retourner dans sa patrie et devient pasteur au Petit-Saconnex (1790-1794), à Cartigny et à Avully (décembre 1795-1815).

## Parcours politique
Isaac Salomon Anspach devient en 1793 député à l'Assemblée Nationale genevoise. Il est l'un des principaux auteurs de la Constitution genevoise de 1794. Le 18 février 1794 la fonction de procureur général — la plus haute charge de l'État après celle de syndic — lui fut confiée par élection, nom donné à la fonction de chef d'État de la République de Genève et qu'il exerça de février 1794 à sa démission en janvier 1796.

## Enseignement religieux
La doctrine religieuse d'Isaac Salomon Anspach est un protestantisme libéral, inspiré par les Lumières. Lamennais, qui plus tard se tournera lui-aussi vers un christianisme libéral et quittera l'Église officielle, en fait une critique sévère dans son Essai sur l'indifférence en matière de religion (rédigé de 1817 à 1823) : « Mais, loin de le nier, les ministres de Genève en font gloire ; ils se félicitent hautement de n'être plus chrétiens. L'un d'eux , après avoir parlé des divers titres de Jésus-Christ, et en particulier du titre de Fils de Dieu , s'exprime ainsi : "N'allons pas plus loin dans un sujet si sublime ; contentons-nous de savoir par les enseignements directs de l'Écriture, qu'il (Jésus) est une créature du rang le plus distingué. Craignons de donner, comme on l'a fait, dans l'un de ces excès opposés, ou de le regarder "comme Dieu même, ou de le réduire à la qualité de simple homme". Cours d'Études de la Religion chrétienne; par M. Isaac-Salomon Anspach, pasteur et principal du collège académique de Genève; tom. II, Discours 38e. Le même ministre, interprétant rationnellement la sainte Écriture détruit les mystères, les prophéties, les miracles , tout ce que sa raison ne comprend plus : et quand je viens à considérer où cette méthode doit le conduire, si quelque chose me surprend, c'est qu'il admette Dieu, c'est que cet aveugle consente à reconnaitre l'existence du soleil ».

## Famille
Le pasteur Isaac Salomon Anspach, naît dans une fratrie de cinq enfants, un de ses frères Jacques Anspach, né à Genève en 1747, est avocat à Paris, son autre frère Pierre-Marc Anspach, est émailleur, actif à Paris rue de la Calandre de 1782 à 1789, et fabricant de cadrans d'horlogerie.	
Le pasteur Isaac Salomon Anspach épouse à Genève le 11 août 1776, Dorothée Gabrielle Aimée Papet, originaire de Vuarier,(1753-1811). Ils eurent :
1) Dorothée (Dorine) Anspach, lectrice et gouvernante de la princesse Louise, duchesse de Saxe-Gotha, née à Genève le 23 juillet 1777 et morte à Gotha en 1835, épouse le baron Édouard von Seebach, chambellan du prince d'Altenburg, né en 1749 et mort à Gotha en 1850 à l'âge de 101 ans. Dorothée (Dorine) Anspach est anoblie par décret du 22 juin 1814. Elle est l'auteur de la traduction de plusieurs livres de l'allemand en français.
2) Un fils mort en 1780 à Genève.
3) Gaspard Isaac Jules Anspach, horloger à Genève, produit des montres à répétition et montres fantaisie, né à Genève le 1er mai 1781 et mort à Cartigny le 9 octobre 1814.
4) François Anspach, né à Bruxelles le 8 octobre 1784 et mort le 8 juin 1858, député, négociant et banquier, épouse Mélanie Honnorez (1807-1851), parents de Jules Anspach, bourgmestre de Bruxelles
5) Catherine Élisabeth Anspach, née à Genève le 11 juillet 1792 et morte en sa ville natale en 1841, longtemps attachée à la cour de Gotha, auprès de sa sœur, où elle s'occupe de l'éducation littéraire du jeune prince d'Altenbourg.

## Publications
- 1793 : Discours du citoyen Isaac Salomon Anspach, prononcé le jeudi 8 d'août 1793 l'an 2 de l'Égalité, après le placement de l'inscription en l'honneur de Charles Bonnet. Lire en ligne.
- 1793 : Discours du citoyen Isaac Sal. Anspach, Pasteur, prononcé à l'Assemblée Nationale, le 19 septembre 1793, Contre la nécessité d'établir pour condition de l'exercice des droits du Citoyen la profession d'une Religion dominante. Lire en ligne.
- 1793 : Dialogue sur les sections, entre Misotome et Tomiphile, 27 septembre 1793, par Isaac Salomon Anspach. Lire en ligne.
- 1795 : Réponse du citoyen I. S. Anspach, procureur gén. au protest des citoyens Pe. Jaques Binet, Aimé Girodz-Gaudy fils, André Mounier, Louis Chevalier fils, et Jean-René Desarts-Roux: suivie d'une lettre du citoyen Paul Binet, père, à ses concitoyens, sur l'exil de son fils, prononcé par la Grande Cour de Justice Criminelle, le 27 mai 1795.
- 1795 : Sermon de jeûne, prononcé au temple de St. Gervais le 10 septembre 1795 par Isaac Salomon Anspach, ministre du St. Évangile, et Procureur-Général de la République de Genève. Lire en ligne.
- 1796 : Discours sur la réunion des drapeaux françois, américains, helvétiques et genevois, dans le Temple des Loix à Genève par Isaac-Salomon Anspach, 1796.
- 1818 : Cours d'études de la religion chrétienne. Première partie. Histoire sainte, volume 2, 1818.
- 1819 : Isaac Salomon Anspach, Cours d'études de la religion chrétienne, Genève : éditions J. J. Paschoud, 1819.